# 브리트라미모사우루스
브리트라미모사우루스(학명:Vritramimosaurus dzerzhinskii)는 지배파충하강 에레사우루스과에 속하는 도마뱀이다. 지금은 멸종된 종으로서 전체적인 몸길이가 2~4m인 중대형 지배파충류에 속한다.

## 특징
브리트라미모사우루스(Vritramimosaurus)는 큰 초기 아크로모프(archosauromorph)로서 비록 원래 프롤라세르티과에 속했지만 최근의 대퇴골 관계에 대한 연구는 적어도 가장 넓은 의미에서 가족의 타당성을 의심한다. 러시아 오렌부르크주 라시프나야 지역의 얼리 트라이아스기 퇴적물에서 화석이 발견됐다. 라시프나야는 우랄산맥에서 볼가강 쪽으로 남서쪽으로 뻗어 있는 러시아와 유럽 지역의 고원인 오브시 시르트(Obshchy Syrt)에 위치해 있다. 브리트미모사우루스는 라시프나야 출신이지만 미들 트라이아스기 퇴적물에 존재하는 후기 말루티수쿠스속과 비슷하다. 그것은 긴 목과 다리를 가진 것이 특징이며 눈이 다른 에레사우루스에 비해 더욱 크게 발달했던 종이고 두개골과 척추가 매우 확장된 것이 특징인 홀로타입을 가지고 있다. 또한 양턱에는 총 15~20개의 삼각형 모양의 이빨을 가지고 있다. 먹이로는 당대에 서식했던 작은 동물, 절지동물, 공룡의 알을 주로 잡아먹고 살았을 육식성의 도마뱀으로 추정되는 종이다.

## 생존시기와 서식지와 화석의 발견
브리트라미모사우루스가 생존했던 시기는 중생대의 트라이아스기 초기로서 지금으로부터 2억 4500만년전~2억 2000만년전에 생존했던 종이다. 생존했던 시기에는 러시아와 유럽을 중심으로 하는 열대우림과 초원에서 주로 서식했었던 도마뱀이다. 화석의 발견은 2005년에 러시아와 유럽의 트라이아스기에 형성된 지층에서 러시아와 유럽의 고생물학자들에 의하여 처음으로 화석이 발굴되어 새롭게 명명된 종이다.

## 같이 보기
- 파충류
- 중생대
- 트라이아스기
- 도마뱀
- 화석